# Alexandre Lopes
Alexandre Paes Lopes (Rio de Janeiro, 29 ottobre 1974) è un allenatore di calcio ed ex calciatore brasiliano, di ruolo difensore.